# Bieuzy

Bieuzy este o comună în departamentul Morbihan, Franța. În 1 ianuarie 2018 avea o populație de 776 de locuitori.